# Hàm Nghi
Hàm Nghi właściwie Nguyễn Phúc Ưng Lịch (ur. 22 czerwca 1872, zm. 14 stycznia 1943) – cesarz Wietnamu, ósmy z dynastii Nguyễn, panujący od 1884 do 1885. 
Jego poprzednikiem był Kiến Phúc, a następcą Đồng Khánh.